# Ival Arthur Merchant
Ival Arthur Merchant (* 9. Februar 1898 in Paonia, Colorado; † 16. Dezember 1985) war ein US-amerikanischer Veterinär-Pathologe und Bakteriologe.
Im Jahr 1924 verlieh ihm die Colorado State University den Doctor of Veterinary Medicine. Daran anschließend erwarb er den Master of Science in Veterinär-Pathologie und einen Doktortitel in Veterinär-Bakteriologie. Ab dem Jahr 1925 arbeitete er in verschiedenen Funktionen an der Iowa State University und übernahm 
1943 als Professor den Lehrstuhl für Veterinärhygiene. Neun Jahre später wurde er Dekan des Fachbereichs Veterinärmedizin. Auch nach seiner Emeritierung im Jahr 1963 unterrichtete er noch vier weitere Jahre, bevor er sich ins Privatleben nach Kalifornien zurückzog.
Merchant beschäftigte sich hauptsächlich mit den Bakteriengattungen Pasteurella und Corynebacterium und schrieb zahlreiche Artikel und Lehrbücher zu seinem Fachgebiet Veterinär-Bakteriologie. Gemeinsam mit Carlos T. Rosenbusch (1913–2003) beschrieb er die Art Pasteurella multocida, ein gramnegatives Bakterium, das für eine Reihe von Infektionen bei Säugetieren und Vögeln verantwortlich ist.
Neben seiner Lehrtätigkeit beriet er das amerikanische Außenministerium, den United States Public Health Service, die Panamerikanische Gesundheitsorganisation sowie die National Institutes of Health.

## Publikationen (Auswahl)
- A study of the Corynebacteria (diphtheroids) associated with diseases of domestic animals. Thesis (Ph. D.). Iowa State College, 1933.
- Veterinary bacteriology and virology. Iowa State College Press; 4th edition (1950).
- Ival Arthur Merchant; R A Packer: Handbook for the etiology, diagnosis, and control of infectious bovine mastitis. Minneapolis: Burgess Pub. Co. 2nd edition 1952.
- Ival Arthur Merchant; Alfred Gustav Karlson: Laboratory manual for veterinary bacteriology and immunology. Minneapolis: Burgess Pub. Co., 1961.
- Ival Arthur Merchant; Ralph David Barner: An outline of the infectious diseases of domestic animals. Iowa State Univ. Press. 3rd edition 1964.